# Аксёново (городской округ Семёновский)
Аксёново — деревня в городском округе Семёновский Нижегородской области России. Входит в состав Огибновского сельсовета.

## География
Деревня расположена на левом берегу реки Безменец чуть севернее урочища Богомольная Гора, в 5 км от административного центра сельсовета — деревни Огибное и 94 км от областного центра — Нижнего Новгорода.

## Население
| 2002 | 2010 |
| ---- | ---- |
| 28   | ↘14  |